# Wes Craven
Wesley Earl "Wes" Craven, född 2 augusti 1939 i Cleveland, Ohio, död 30 augusti 2015 i Los Angeles, var en amerikansk filmregissör, manusförfattare och filmproducent som mest rörde sig inom skräckfilmsgenren. 
Han avlade kandidatexamen i engelska och psykologi vid Wheaton College i Wheaton i Illinois och master i filosofi och skrivande vid Johns Hopkins University. Innan Craven blev involverad i film, arbetade han som lärare först i engelska vid Westminster College i New Wilmington i Pennsylvania och sen i humaniora vid Clarkson College of Technology.
Craven skrev och regisserade en mängd tongivande skräckfilmer, bland andra Terror på Elm Street och Scream-tetralogin.
Han regisserade den kontroversiella The Last House on the Left som inspirerades av Ingmar Bergmans Jungfrukällan. Filmen producerades av Sean S. Cunningham som några år senare skulle regissera Fredagen den 13:e.
Wes Craven har vunnit flera priser under sin karriär, bland annat Pegasus Audience Award för Ondskans hus (The People Under the Stairs).
Craven avled i sviterna av hjärncancer den 30 augusti 2015 i sitt hem i Los Angeles, Kalifornien.

## Filmografi i urval
| År   | Film                                        | Regissör | Producent | Manus | Övrigt         |
| ---- | ------------------------------------------- | -------- | --------- | ----- | -------------- |
| 1972 | The Last House on the Left                  | Ja       | Nej       | Ja    | Även klippning |
| 1975 | The Fireworks Woman                         | Ja       | Nej       | Ja    |                |
| 1977 | The Hills Have Eyes                         | Ja       | Nej       | Ja    | Även klippning |
| 1981 | Deadly Blessing                             | Ja       | Nej       | Ja    |                |
| 1982 | Swamp Thing                                 | Ja       | Nej       | Ja    |                |
| 1984 | The Hills Have Eyes Part II                 | Ja       | Nej       | Ja    |                |
| 1984 | A Nightmare on Elm Street                   | Ja       | Nej       | Ja    |                |
| 1986 | Deadly Friend                               | Ja       | Nej       | Nej   |                |
| 1987 | A Nightmare on Elm Street 3: Dream Warriors | Ja       | Exekutiv  | Ja    |                |
| 1988 | The Serpent and the Rainbow                 | Ja       | Nej       | Nej   |                |
| 1989 | Shocker                                     | Ja       | Ja        | Ja    |                |
| 1991 | The People Under the Stairs                 | Ja       | Exekutiv  | Ja    |                |
| 1994 | Wes Craven's New Nightmare                  | Ja       | Exekutiv  | Ja    |                |
| 1995 | Vampire in Brooklyn                         | Ja       | Nej       | Nej   |                |
| 1996 | Scream                                      | Ja       | Nej       | Nej   |                |
| 1997 | Scream 2                                    | Ja       | Ja        | Nej   |                |
| 1999 | Music of the Heart                          | Ja       | Nej       | Nej   |                |
| 2000 | Scream 3                                    | Ja       | Nej       | Nej   |                |
| 2005 | Cursed                                      | Ja       | Nej       | Nej   |                |
| 2005 | Red Eye                                     | Ja       | Nej       | Nej   |                |
| 2006 | Pulse                                       | Nej      | Nej       | Ja    | Remake         |
| 2006 | Paris, je t'aime                            | Ja       | Nej       | Ja    |                |
| 2007 | The Hills Have Eyes 2                       | Nej      | Ja        | Ja    |                |
| 2010 | My Soul to Take                             | Ja       | Ja        | Ja    |                |
| 2011 | Scream 4                                    | Ja       | Ja        | Nej   |                |